# John Sparrow David Thompson
John Sparrow David Thompson (10. listopadu 1845, Halifax – 12. prosince 1894, Windsor) byl kanadský politik, který od roku 1892 až do své smrti v roce 1894 působil jako čtvrtý premiér Kanady. Byl druhým kanadským premiérem, který zemřel ve funkci, a dosud je posledním. Byl též premiérem Nového Skotska a je jediným předsedou vlády v kanadské historii, který byl nejdříve premiérem provincie. Byl též prvním římským katolíkem v premiérské funkci. V letech 1885–1894 byl ministrem spravedlnosti, v letech 1892–1894 byl předsedou Konzervativní strany.

## Život
Narodil se v rodině irského původu. Vystudoval práva a v roce 1865 se stal členem advokátní komory. V roce 1877 byl zvolen do parlamentu Nového Skotska jako zástupce Konzervativní strany. Následující rok se stal provinčním ministrem spravedlnosti, v roce 1882 povýšil na provinčního premiéra. Ve funkci však vydržel jen dva měsíce, než prohrál volby. Poté přijal jmenování do Nejvyššího soudu Nového Skotska. V této roli se podílel na založení Dalhousie Law School (dnes Dalhousieova univerzita) v roce 1883. Tam pak i učil. Bylo známo, že krutě trestá zejména násilí vůči ženám a dětem. V roce 1885 vstoupil do federální politiky na osobní žádost premiéra Johna A. Macdonalda, který ho ve své vládě udělal ministrem spravedlnosti. Upozornil na sebe parlamentním projevem, kde obhajoval trest smrti pro Louise Riela, vůdce Severozápadního domorodého povstání v roce 1885. Projev Thompsonovi zjednal respekt mezi konzervativními kruhy. Po Macdonaldově smrti dost nabídku vést kabinet, ale odmítl kvůli obavám z předsudků proti katolíkům (sám konvertoval ke katolicismu kvůli sňatku). Thompson doporučil Johna Abbotta, který nakonec přijal. Premiérem se ale nakonec stal, v roce 1892, po odchodu Abbotta do důchodu. Zprostředkoval v této funkci rybářskou dohodu mezi Británií a Spojenými státy, za což byl britskou královnou uveden do šlechtického stavu. Stál též u zrodu přijetí Trestního zákoníku roku 1892. Na cestě do Anglie v roce 1894 nečekaně utrpěl infarkt a zemřel ve věku 49 let. Poté, co pro něj královna Viktorie uspořádala pohřeb, byly Thompsonovy ostatky převezeny zpět do Kanady na palubě pancéřového křižníku HMS Blenheim, který byl pro tuto příležitost natřen černou barvou. Byl pohřben 3. ledna 1895 na hřbitově Svatého kříže v Halifaxu v Novém Skotsku. Přestože byl Thompson premiérem, měl jen malý majetek, a tak parlament založil fond na podporu jeho vdovy a dětí. Generální guvernér John Hamilton-Gordon, 1. markýz z Aberdeenu, se ujal výchovy jeho synů. Thompson se objevuje jako postava v románu Paula Marlowa Knights of the Sea. Od roku 1996 slouží bývalý dům Johna Thompsona v Ottawě na adrese 237 Metcalfe Street jako národní kancelář Kanadské fotbalové asociace.